# دانشگاه توسعه
دانشگاه توسعه (به اسپانیایی: Universidad del Desarrollo) یک دانشگاه در شیلی است که در کنسپسیون، شیلی واقع شده‌است.